# Grega Bole
Grega Bole (ur. 13 sierpnia 1985 w Jesenicach) – słoweński kolarz szosowy. Olimpijczyk (2012).

## Osiągnięcia
Opracowano na podstawie:

2002
- 1. miejsce w Trofeo San Rocco

2003
- 1. miejsce w Liège-La Gleize
  - 1. miejsce na 2. etapie
- 1. miejsce w Tour of Croatia juniorów
  - 1. miejsce na 2. i 3. etapie

2005
- 2. miejsce w Trofeo Banca Popolare di Vicenza

2006
- 1. miejsce na 1. etapie Paths of King Nikola
- 3. miejsce w Salzkammergut-Giro
- 1. miejsce w mistrzostwach Słowenii U23 (start wspólny)
- 1. miejsce na 2. etapie Okolo Slovenska
- 3. miejsce w mistrzostwach Słowenii juniorów (jazda indywidualna na czas)

2007
- 2. miejsce w Trofej Poreč
- 1. miejsce na 1. etapie Istarsko Proljeće
- 2. miejsce w Trofeo Banca Popolare di Vicenza
- 1. miejsce w Liège-Bastogne-Liège U23
- 1. miejsce w klasyfikacji punktowej Giro delle Regioni
  - 1. miejsce na 2. etapie
- 1. miejsce w klasyfikacji punktowej Giro del Friuli Venezia Giulia
  - 1. miejsce na 1. etapie

2008
- 2. miejsce w Giro della Provincia di Grosseto
- 1. miejsce w GP Kranj

2009
- 2. miejsce w Giro del Friuli
- 3. miejsce w Ronde van Drenthe
- 1. miejsce w Gran Premio Nobili Rubinetterie
- 1. miejsce na 3. etapie Vuelta a Asturias
- 3. miejsce w Praha-Karlovy Vary-Praha
- 2. miejsce w Tour of Hainan
  - 1. miejsce na 7. etapie

2010
- 1. miejsce na 2. etapie Critérium du Dauphiné
- 1. miejsce na 1. i 2. etapie Dirka po Sloveniji
- 2. miejsce w Tour de Pologne

2011
- 1. miejsce w mistrzostwach Słowenii (start wspólny)
- 1. miejsce w GP Ouest-France

2013
- 3. miejsce w Roma Maxima
- 1. miejsce na 2. etapie Tour de l’Ain

2014
- 2. miejsce w Circuit des Ardennes
  - 1. miejsce w klasyfikacji punktowej
  - 1. miejsce na 3. etapie
- 1. miejsce na 1. etapie Szlakiem Grodów Piastowskich
- 2. miejsce w Tour of Japan
  - 1. miejsce w klasyfikacji punktowej
- 1. miejsce w klasyfikacji punktowej w Tour de Korea
  - 1. miejsce na 1. etapie
- 2. miejsce w Giro dell’Appennino
- 1. miejsce na 6. i 10. etapie Tour of Qinghai Lake
- 2. miejsce w Coppa Agostoni
- 2. miejsce w Memorial Marco Pantani
- 3. miejsce w Japan Cup

2015
- 1. miejsce na 1. etapie Tour of Croatia

2016
- 1. miejsce w Gran Premio Costa degli Etruschi
- 3. miejsce w Trofeo Laigueglia
- 1. miejsce w Tour de Korea

2017
- 2. miejsce w mistrzostwach Słowenii (start wspólny)

2018
- 1. miejsce w klasyfikacji punktowej Tour of Japan
  - 1. miejsce na 3. i 7. etapie
- 1. miejsce w klasyfikacji górskiej Presidential Cycling Tour of Turkey

2022
- 1. miejsce w Tour of Sharjah
  - 1. miejsce w klasyfikacji punktowej
  - 1. miejsce na 3. etapie

## Rankingi
| Rok                | 2005 | 2006 | 2007 | 2008 | 2009 | 2010 | 2011 | 2012 | 2013 | 2014 | 2015 | 2016 | 2017 | 2018  | 2019 | 2020  | 2021 | 2022 | 2023  |
| ------------------ | ---- | ---- | ---- | ---- | ---- | ---- | ---- | ---- | ---- | ---- | ---- | ---- | ---- | ----- | ---- | ----- | ---- | ---- | ----- |
| UCI World Calendar |      |      |      |      | -    | 48.  |      |      |      |      |      |      |      |       |      |       |      |      |       |
| UCI World Tour     |      |      |      |      |      |      | 53.  | 185. | 206. |      |      | -    | 220. | 169.  |      |       |      |      |       |
| World Ranking      |      |      |      |      |      |      |      |      |      |      |      | 138. | 592. | 318.  | 721. | 1353. | -    | 946. | 1035. |
| UCI Europe Tour    | 525. | 134. | 60.  | 47.  | 26.  |      |      |      |      | 19.  | 107. | 81.  | 653. | 1520. | 528. | 1029. | -    | 691. | -     |
| UCI Asia Tour      | -    | -    | -    | -    | -    |      |      |      |      | 7.   | 159. | 54.  | -    | 86.   |      |       |      |      |       |
|                    |      |      |      |      |      |      |      |      |      |      |      |      |      |       |      |       |      |      |       |
| Źródło: UCI        |      |      |      |      |      |      |      |      |      |      |      |      |      |       |      |       |      |      |       |